# 83e division d'infanterie (Empire allemand)
Pour les articles homonymes, voir 83e division.
La 83e division d'infanterie  est une unité de l'armée allemande qui participe à la Première Guerre mondiale.

## Première Guerre mondiale

### Composition

#### 1915 - 1916
- 165e brigade d'infanterie

329e régiment d'infanterie
330e régiment d'infanterie
- 166e brigade d'infanterie

331e régiment d'infanterie
332e régiment d'infanterie
- 2 escadrons du 92e régiment de cavalerie de Landwehr
- 249e régiment d'artillerie de campagne

#### 1917
- 165e brigade d'infanterie

329e régiment d'infanterie
330e régiment d'infanterie
331e régiment d'infanterie
- 2 escadrons du 92e régiment de cavalerie de Landwehr
- 80e commandement divisionnaire d'artillerie

249e régiment d'artillerie de campagne
- 83e bataillon de pionniers

#### 1918
- 165e brigade d'infanterie

265e régiment d'infanterie de réserve
4e régiment de Landwehr
346e régiment d'infanterie
- 3e escadron du 11e régiment de dragons
- 80e commandement divisionnaire d'artillerie

249e régiment d'artillerie de campagne
3e bataillon du 28e régiment d'artillerie à pied (7e et 9e batterie)
- 83e bataillon de pionniers

### Historique

#### 1914
- 16 novembre - 15 décembre : bataille de Łódź.
- À partir du 18 décembre : combats sur la Rawka et la Bzura.

#### 1915

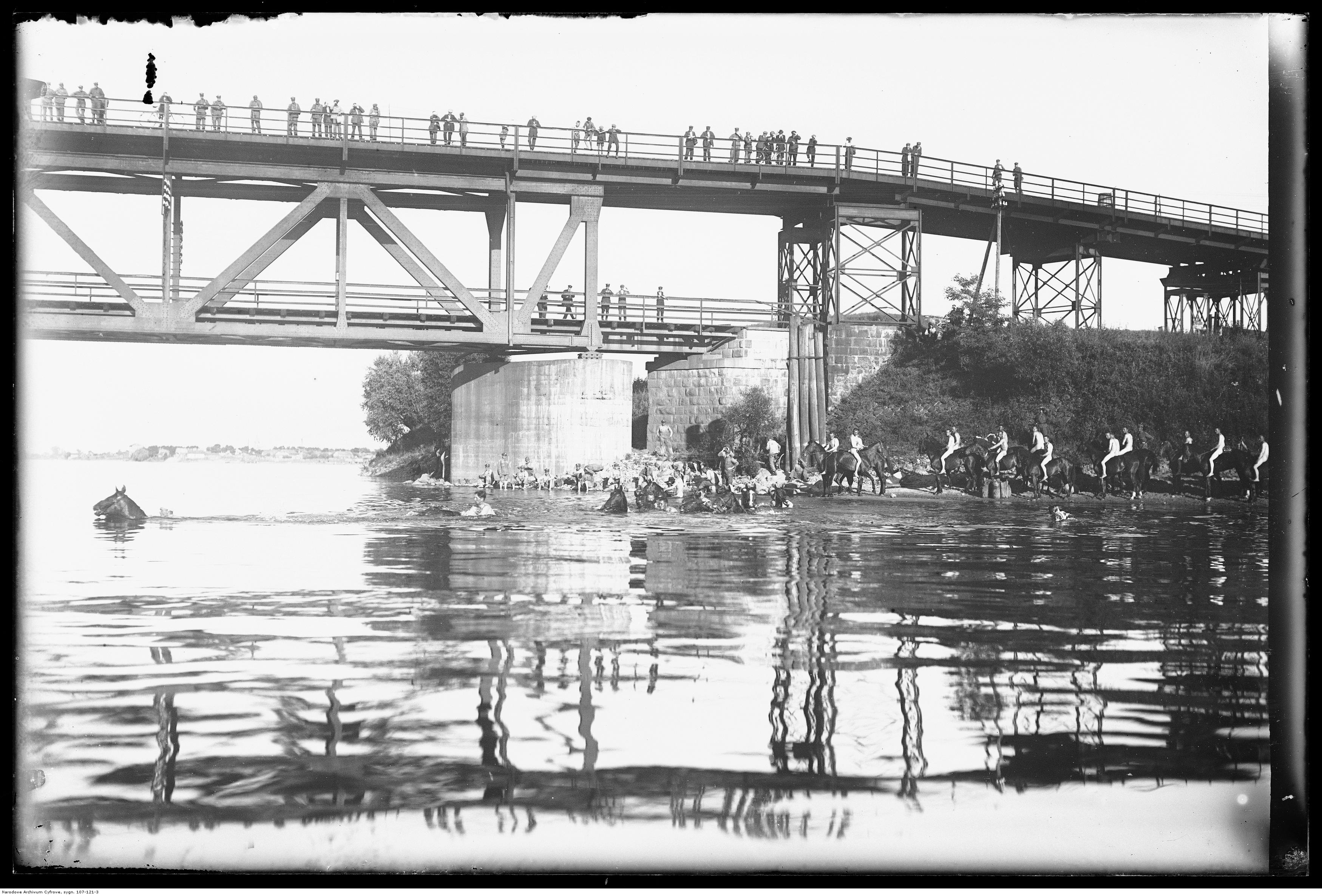
Le pont du Narew à Ostrołęka, 1926.

- Jusqu'au 14 juin : combats sur la Rawka et la Bzura.
- 22 - 27 juillet : franchissement de la Narew au sud-est d'Ostrołęka.
- 23 juillet - 3 août : offensive de la Narew
- 3 août : prise d'Ostrołęka.
- 4 - 7 août : bataille de l'Orz.
- 8 - 10 août : bataille d'Ostrov (pl).
- 11 - 12 août : bataille de Tchichev-Sambrov.
- 13 - 18 août : combats de poursuite entre le Narew et le Nurzec.
- 19 - 25 août : bataille de Bielsk.
- 26 août : prise de Białystok.
- 27 août - 2 septembre : prise de Hrodna.
- 1er - 27 septembre : combats de poursuite sur le Niémen et la Bérézina.

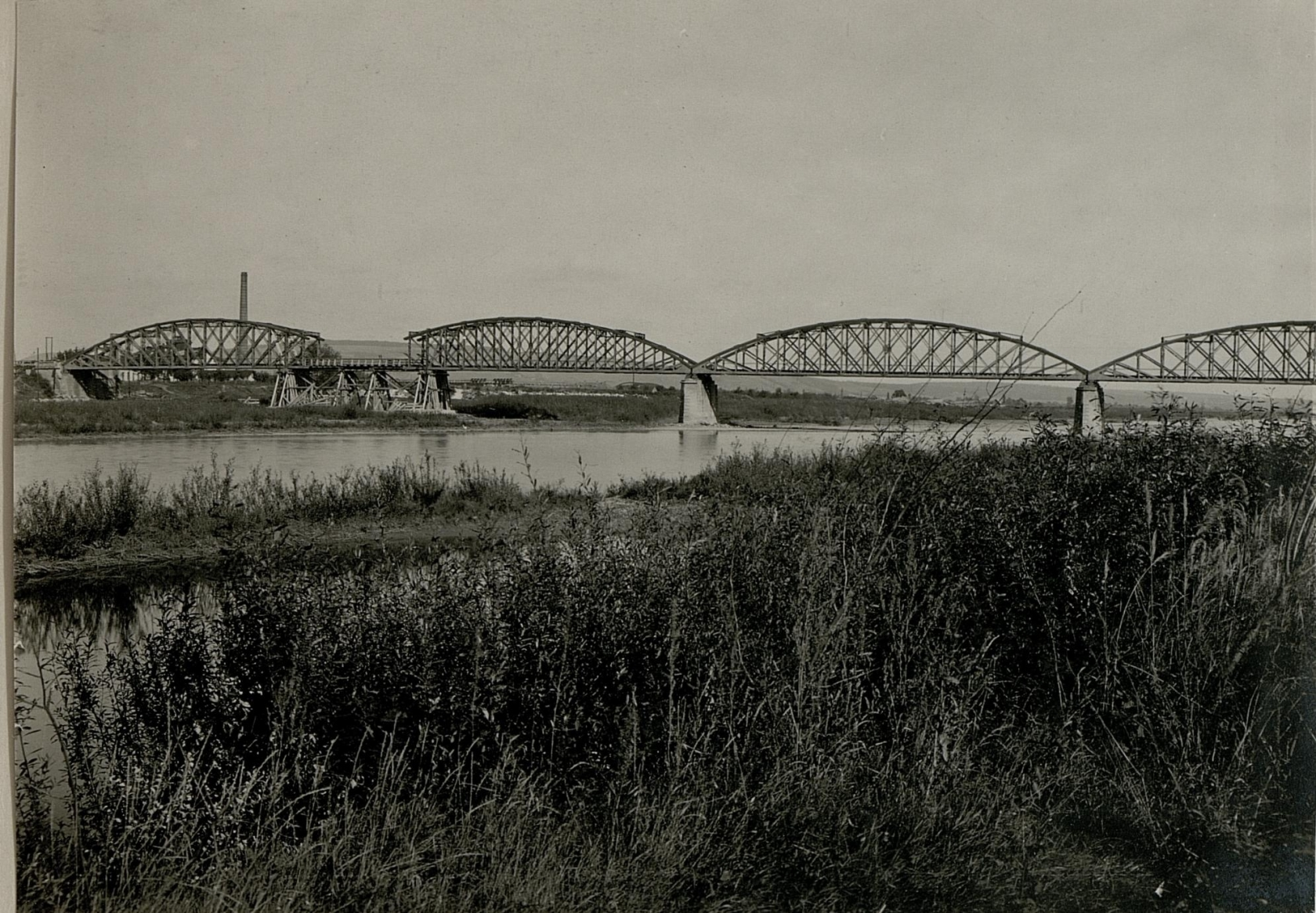
Pont du chemin de fer près de Tchernivtsi, 1914-1918.

- À partir du 28 septembre : combats de position sur la Bérézina, l'Olchanka et la Krevlianka.

#### 1916
- Combats de position sur la Bérézina, l'Olchanka et la Krevlianka.

#### 1917
- Jusqu'au 22 avril : combats de position sur la Bérézina, l'Olchanka et la Krevlianka.
- 23 avril - 21 juin : combats de position sur la haute Chtchara et le Servetch.
- 21 juin - 21 juillet : combats de position autour de Kalouch.
- 21 juin - 5 juillet : combats de poursuite en Galicie orientale et Bucovine.
- 6 août - 6 septembre : combats de position au nord de Tchernivtsi.
- 7 septembre - 28 novembre : combats de position à la frontière orientale de la Bucovine.
- 30 novembre - 7 décembre : combats de position entre le Dniestr et le Zbroutch.
- 6 - 17 décembre : front inactif.
- À partir du 17 décembre : armistice avec le régime bolchevik.

#### 1918
- Jusqu'au 18 février : armistice.
- 18 février - 19 mars : avance vers l'Est et occupation de l'Ukraine.
- 19 - 28 mars : transport vers le front de l'Ouest.
- 28 mars - 10 avril : combats de position en Lorraine.
- 10 - 15 avril : combats de position en Flandre.
- 16 - 29 avril : combats autour du saillant de Wijtschate.
- 30 avril - 20 juillet : combats de position en Flandre.
- 21 juillet - 20 août : combats entre Arras et Albert.
- 21 - 25 août : bataille autour de Monchy-le-Preux et Bapaume.
- 25 août - 2 septembre : bataille autour d'Albert et Péronne.
- 2 septembre - 11 novembre : combats de position en Lorraine.
- À partir du 12 novembre : évacuation des territoires occupés et rapatriement.

## Chefs de corps
| Grade           | Nom                  | Date                           |
| --------------- | -------------------- | ------------------------------ |
| Generalleutnant | Hugo von Wasielewski | 24 décembre 1914 - 10 mai 1915 |
| Generalleutnant | Max Stumpff          | 25 juin 1915 - 7 août 1918     |
| Generalmajor    | Bruno Melms          | 8 août 1918 - 27 janvier 1919  |